# Завръщането на блудния папагал
„Завръщането на блудния папагал“ (на руски „Возвращение блудного попугая“) е съветски анимационен сериал (по- късно руски) на московското студио „Союзмультфильм“, създаден и излъчван в периода 1984 – 2006 г.
Сюжетът на анимационния сериал се използва от детските психолози за решаване на конфликтни ситуации с тийнейджъри.

## Сюжет
Главният герой е папагалът Кеша. Той живее в апартамента на ученика Вовка. Въпреки това, поради горещия си нрав, Кеша периодично бяга от къщата и изпада в неприятности. Но в крайна сметка той се връща при Вовка. Хуморът на сериала се основава на ексцентричното поведение на Кеша.

## Серии
1. 1984 — „Завръщането на блудния папагал“ (първа серия)
2. 1987 — „Завръщането на блудния папагал“ (втора серия)
3. 1988 — „Завръщането на блудния папагал“ (трета серия)
4. 2002 — „Сутрин папагал Кеша“ („Утро попугая Кеши“)[2]
5. 2005 — „Новите приключения на папагала Кеша“ („Новые приключения попугая Кеши“)
6. 2006 — „Папагалът Кеша и чудовището“ („Попугай Кеша и чудовище“)

## В ролите
- Генадий Хазанов — Кеша (епизода 1-3)
- Игор Христенко — Кеша (епизод 4-6)
- Маргарита Корабелникова — Вовка (Епизод 1 и 3) / врана Клара (епизод 3)
- Наталия Ченчик — Вовка / враната Клара (епизод 2)
- Олга Шорохова — Вовка (епизод 4-6)
- Зинаида Наришкина — враната Клара (Епизод 1)
- Клара Румянова — враната Клара (Епизод 4)
- Вячеслав Невинни — котката Василий

## Награда
- Ника - за най-добър анимационен филм от 1987 г.[3]